# Wellington Sánchez
Wellington Eduardo Sánchez Luzuriaga (Ambato, 19 giugno 1974) è un ex calciatore ecuadoriano, centrocampista.

## Caratteristiche tecniche
È un giocatore dotato di dinamismo e abilità tecnica.

## Carriera

### Club
Cresciuto nel Tecnico Universitario, passa all'Universidad Católica del Ecuador, dove si pone all'attenzione dei giganti dell'El Nacional di Quito, giocandovi fino al 1997. Nel 1998 si trasferisce nella Major League Soccer, ai MetroStars, dove rimane però per una sola stagione giocando 12 partite. Nel 1999 torna in Ecuador, all'Emelec, dove gioca fino al 2004 accumulando 183 presenze; dal 2004 è tornato all'El Nacional.

### Nazionale
Ha giocato per dieci anni nella nazionale di calcio ecuadoriana, facendo parte della lista di 23 convocati al campionato del mondo 2002.

## Palmarès

### Club

#### Competizioni nazionali
- Campionato ecuadoriano: 3

El Nacional: 1996
Emelec: 2001, 2002